# Pleurotomella pudens
Pleurotomella pudens é uma espécie de gastrópode do gênero Pleurotomella, pertencente a família Raphitomidae.